# Jahrhunderteiche

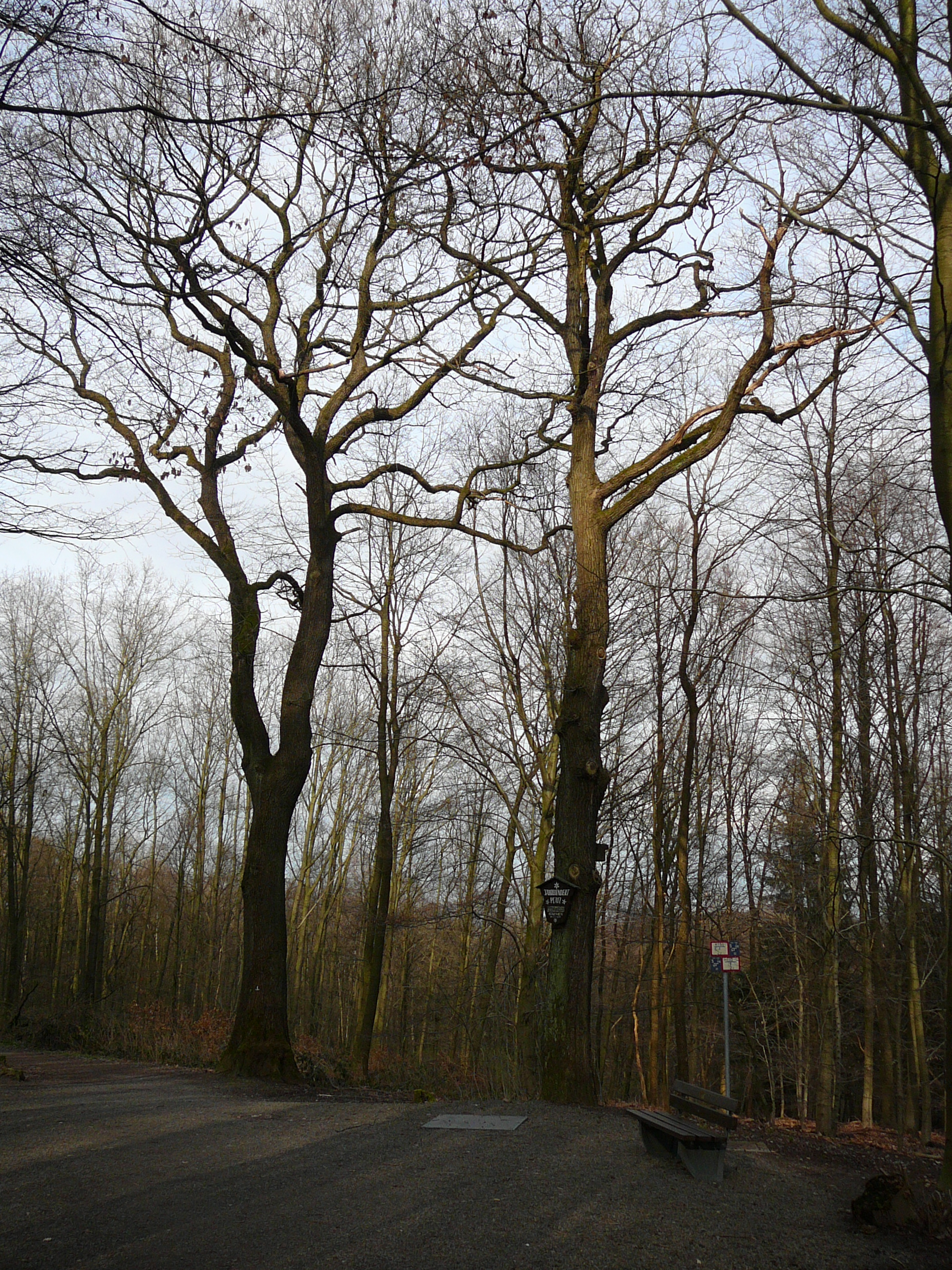
Die „Jahrhunderteiche“,
Bild vom 31. März 2008

Die Jahrhunderteiche ist ein Gedenkbaum am südöstlichen Rand des Barmer Waldes in Wuppertal in der Nähe der Villa Foresta. Die Eiche wurde am 1. April 1908 zur Jahrhundertfeier der damals selbstständigen Stadt Barmen angepflanzt.
Die Stadtgründung erfolgte, als am 4. Januar 1808 per Dekret von den französischen Besatzern die Persönlichkeiten namentlich benannt wurden, die dem neuen Rat der Stadt angehören sollten. Am 3. Februar 1808 wurden die neuen Munizipalräte mit Carl Bredt an der Spitze von dem Provinzialrat vereidigt. Dieses Datum gilt als der Tag, an dem das 14.000 Einwohner zählende Barmen das Stadtrecht erhielt. Die Anpflanzung der Jahrhunderteiche 100 Jahre später war eine von mehreren Festlichkeiten zum Jubiläum; unter anderem wurde in Anwesenheit des Kronprinzenpaares auch der Grundstein für das neue Barmer Rathaus gelegt.
An dem gleichzeitig benannten „Jahrhundertplatz“, der Kreuzung der Waldwege Kuckucksweg und Waldweg, steht die Eiche bis in die heutige Zeit. Der damals 17 Jahre alte Baum wurde vom Barmer Verschönerungsverein ausgewählt und hatte bereits eine Höhe von 7,77 Meter erreicht. Einen Meter über den Boden hatte er einen Stammdurchmesser von 16 Zentimeter und einen Stammumfang von 51 Zentimeter. Von dem Jahrhundertplatz hatte man zur Zeit der Pflanzung einen weiten Blick auf die umgebenden Wälder. In der Ferne war fern am Horizont Radevormwald sichtbar.
Der Pflanzakt wurde mit der Begrüßungsansprache des Vorsitzenden des Barmer Verschönerungsvereins Robert Barthels begonnen. In Vertretung des Oberbürgermeisters dankte der Beigeordnete Paul Hartmann dem Verschönerungsverein für die Herrichtung des Platzes mit der Eiche als „Symbol eines blühenden Gemeinwesens“ und für die Tätigkeit des Vereins für die Stadt. Die anwesenden Personen füllten symbolisch jeweils drei Schaufeln Erde ins Pflanzloch.
Eine Holztafel am Stamm trägt die Inschrift:

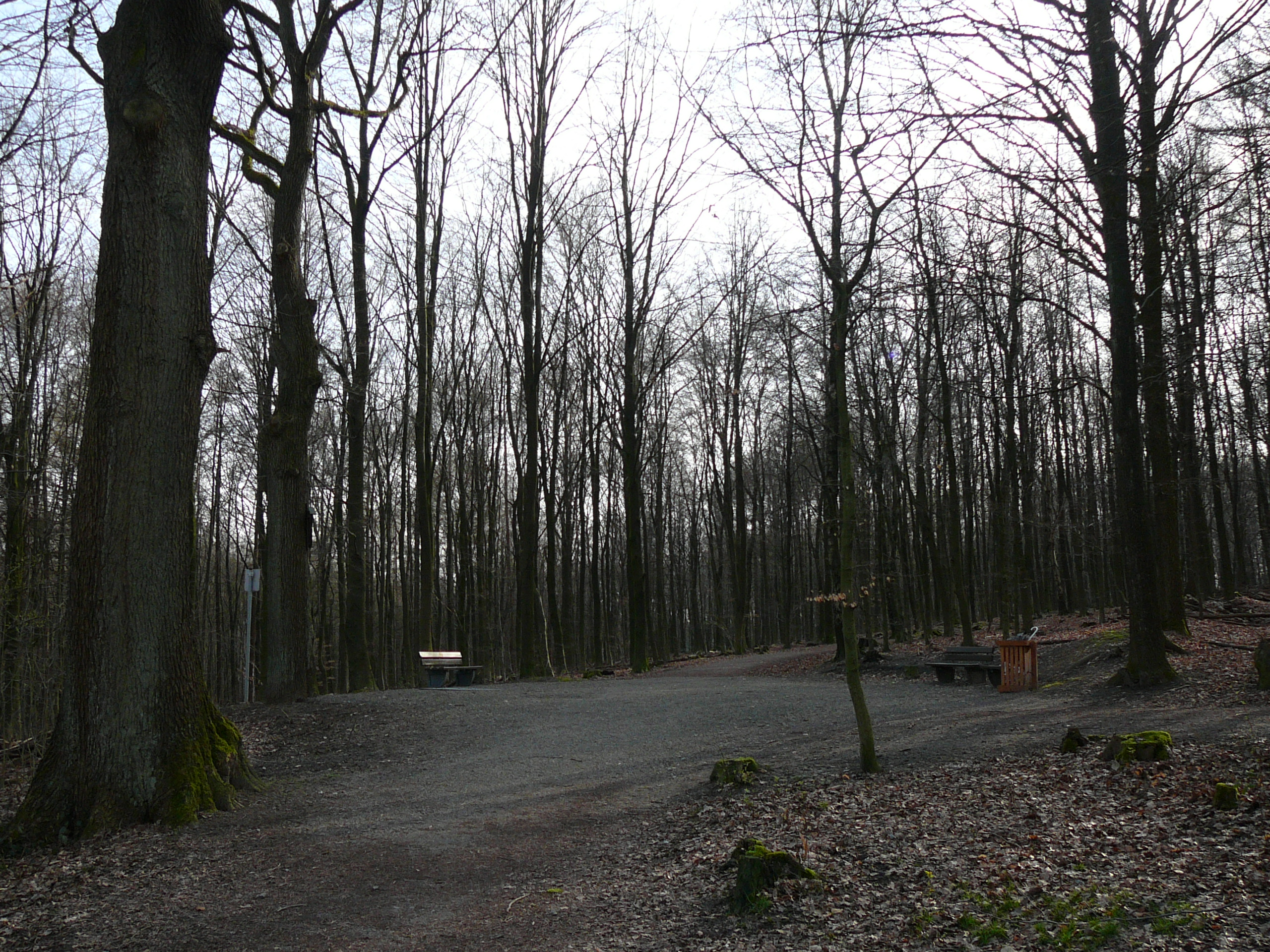
Der „Jahrhundertplatz“

Barmen ist heute ein Stadtteil von Wuppertal. Der Bezirksvertretung von Heckinghausen, der Stadtbezirk, in dem der Barmer Wald liegt, ließ den Jahrhundertplatz zum „200-jährigen Bestehen der Stadt Wuppertal“ herrichten und zwei neue Bänke, die den Platz umrahmen, wurden jeweils vom Bezirksverein Heckinghausen und Heidt gestiftet. Der Sauerländische Gebirgsverein wanderte am 1. April zum Gedenken der Anpflanzung in zwei Gruppen, aus zwei Richtungen, zu der Jahrhunderteiche. Die Projektgemeinschaft „Barmen 2008“ informierte zum 200-jährigen Jubiläum.